# Degenhard de Hellenstein
 (avril 2024).
Si vous disposez d'ouvrages ou d'articles de référence ou si vous connaissez des sites web de qualité traitant du thème abordé ici, merci de compléter l'article en donnant les références utiles à sa vérifiabilité et en les liant à la section « Notes et références ».
Degenhard von Hellenstein (mort le 1er décembre 1307) est le 42e évêque d'Augsbourg de 1303 à sa mort.

## Famille
Degenhard était le fils du noble Degenhard de Gundelfingen-Hellenstein et de son épouse Agnès, fille du comte Hartmann IV de Dillingen. Le château familial qui donne son nom se situe au-dessus de Heidenheim an der Brenz, dans le comté de Helfenstein. Par sa mère, il est également le neveu du comte Hartmann de Dillingen, qui fut évêque d'Augsbourg de 1248 à 1286. Il a aussi pour oncle du côté de son père Andreas von Gundelfingen, prince-évêque de Wurtzbourg de 1303 à sa mort en 1313.

## Biographie
Pendant l'épiscopat de son oncle, l'évêque Hartmann, Degenhard est admis au chapitre de la cathédrale d'Augsbourg (première preuve de son appartenance : 26 avril 1277). En plus du chapitre de la cathédrale, il occupe la charge d'archidiacre (occupé entre 1283 et 1289) et de prévôt de la collégiale Saint-Maurice d'Augsbourg (1285-1303). Au sein du chapitre de la cathédrale d'Augsbourg, il est promu prévôt de la cathédrale au plus tard l'année précédant celle de son élection comme évêque. Son élection comme évêque d'Augsbourg comme successeur de Wolfhard von Roth, décédé, a lieu fin avril/début mai 1303.
Degenhard dirige le diocèse d'Augsbourg relativement sans conflit en respectant les intérêts historiquement développés des différentes institutions et groupes. En faisant don de biens ou en transférant des droits, il favorise notamment la commende de l'ordre Teutonique de Donauwörth, l'abbaye de Stams et le chapitre de la cathédrale d'Augsbourg. Il réussit comme arbitre dans les différends entre les membres du diocèse. Il n’apparaît pas clairement comme un prince impérial.